# کلاسه‌کامپن
کلاسه کامپن (نروژی: Klassekampen) تقریباً به معنی: (مبارزه طبقاتی)، یک روزنامه نروژی است.
این وقت نامه، در سال ۱۹۶۹میلادی، در اسلو، بنیانگذاری شد؛ و با اتکاء به نیروی کار داوطلب، بعد از مدتی به یک روزنامه تبدیل شد. و از آن پس، در همه روزهای هفته، به جزء یکشنبه‌ها منتشر می‌شود.
 کلاسه کامپن، در آغاز به عنوان ارگان رسمی مارکسیست-لنینست‌ها در لیگ جوانان سوسیالیست (SUF)، که بعدها به حزب کمونیست کارگری (نروژ) تبدیل شد، منتشر می‌شد. اما از سال ۱۹۷۷م، در دوره مسئولیت
یون میشلت، به عنوان سردبیر، از حالت یک ارگان حزبی خارج شد و به صورت فراگیر، تمام جناح چپ را نمایندگی کرد.
 مالکیت کلاسه کامپن، دارای تنوع گسترده‌ای است و ازجمله شامل حزب سرخ (۲۰ درصد)، دوستان کلاسه کامپن (۱۷ درصد)، اتحادیه حرفه ای نروژ (۱۵ درصد)، اتحادیه صنایع انرژی نروژ (۵ درصد)، اتحادیه مشترک نروژ (۵ درصد)، شرکت سهامی نقاشان ساختمان (۵ درصد)، انتشارات اکتبر (۵ درصد)، سهام داران خرد (۳۵ درصد) می‌شود.
طبق آمار موجود، تعداد شمارگان روزنامه کلاسه کامپن، در سال ۱۹۸۳م، ۷۹۲۰ بوده؛ و در سال ۲۰۱۵م، به ۲۱۰۲۰ رسیده‌است.

## آمار سالانهٔ شمارگان
| سال میلادی | شمارگان |
| ۱۹۸۳       | ۷۹۲۰    |
| ۱۹۹۰       | ۸۲۰۶    |
| ۱۹۹۴       | ۹۸۲۲    |
| ۱۹۹۹       | ۶۴۷۷    |
| ۲۰۰۸       | ۱۲۱۰۹   |
| ۲۰۱۵       | ۲۱۰۲۰   |
|            |         |
|            |         |